# Trichomasthus ermae
Trichomasthus ermae är en stekelart som beskrevs av Sugonjaev 1989. Trichomasthus ermae ingår i släktet Trichomasthus och familjen sköldlussteklar. Inga underarter finns listade i Catalogue of Life.